# Halmmyrans naturreservat
Halmmyrans naturreservat är ett naturreservat i Ånge kommun i Västernorrlands län.
Området är naturskyddat sedan 2020 och är 38 hektar stort. Reservatet ligger nordost om Ånge och omfattar Halmmyran med kringområde. Reservatet består av ett extremrikkärr som omges av barrsumpskog.